# Politikåret 1859

## Händelser
- 14 februari - Oregon blir delstat i USA.[1]
- 12 juni - Henry John Temple efterträder Edward Geoffrey Stanley som Storbritanniens premiärminister.[2]
- 2 december - Carl Eduard Rotwitt efterträder Carl Christian Hall som Danmarks konseljpresident.[3]

### Fotnoter
1. ↑  ”Oregon” (på engelska). World Statesmen. http://www.worldstatesmen.org/US_states_O-R.html#Oregon. Läst 29 juli 2015.
2. ↑  ”United Kingdom” (på engelska). World Statesmen. http://www.worldstatesmen.org/United_Kingdom.html. Läst 29 juli 2015.
3. ↑  ”Denmark” (på engelska). World Statesmen. http://www.worldstatesmen.org/Denmark.html. Läst 29 juli 2015.